# ジェラルド・マッコイ (俳優)
ジェラルド・マッコイ（Gerald McCoy 生没年月日不明）は軍人出身のアメリカ合衆国の映画俳優。主に1980年代初頭から1990年代に掛けてフィリピンで製作されたアクション映画に出演した。
クレジット名義は複数あり、ドク・マッコイ　（Doc McCoy）、ダニエル・マッコイ　（Daniel McCoy）、エドワード・マッコイ　（Edward McCoy）、ゲーリー・マッコイ（Gary McCoy）、　ゲーリー・モリス　（Gary Morris）、ビル・ピアールマン（Bill Pearlman）があり、クレジット無しで出演することもあった。

## 経歴

### 人物
俳優としての特徴
フィリピンを拠点に活動し、主に香港系のシルヴァー・スター・フィルム社やシリオ・H・サンティアゴ監督作品に脇役出演した。元々軍人で、ベトナム戦争物『野獣戦線/オメガ・コマンドー』（1984年/未/ビデオ）ではアメリカ合衆国退役中佐（Lt.Col Doc McCoy USA Ret.）としてクレジットされ、退役大佐のマイク・コーエンも出演していた。因みに、脚本も海兵隊員だったドン・ゴードン・ベルに拠るものだった。
主な役柄には『地獄の処刑人』（1984年/未/ビデオ）の警察署長、『コマンドー・インベイジョン』（1985年/未/ビデオ）の軍法会議の判事、『トライゴン・ファイヤー』（1989年/未/ビデオ）のCIAの高官等、堅い役どころが目立つ。また、レイプ・リベンジ物『裸の復讐』（1985年/未/ビデオ）ではデボラ・トラネッリ演じるレイプされた主人公の義父役だったが、犯人一味にショットガンで惨殺される被害者役だった。時には悪役も演じ、ベトナム戦争後のカンボジアを舞台にした『ローンウルフ/怒りの戦場』（1986年/未/ビデオ）ではKGBと結託して私腹を肥やす米軍の将軍を憎らしげに演じた。オライオン映画『ヘル・キャンプ』（1986年/未/ビデオ/TV放映）やマーティン・ランドーが悪役だった『上海娼館からの脱出』（1986年/未/ビデオ）と言った米国資本の作品ではエキストラ的に姿を見せる程度だった。

## 出演
フィルモグラフィ
『地獄の処刑人』（1984年/未/ビデオ）（東宝から発売済み）テディー・ページ監督、リチャード・ハリスン出演
『ダーティ・プロフェッショナル』（1984年/未/ビデオ）（CIC/ビクターから発売済み）ジョン・ロイド（テディー・ページ）監督、ブルース・バロン、ロバート・マリウス出演
『野獣戦線/オメガ・コマンドー』（1984年/未/ビデオ）（徳間コミュニケーションズから発売済み）ダニーロ・カブレイラ監督、マイケル・ジェームズ出演
『裸の復讐』（1985年/未/ビデオ）（ベストロン/ポニーから発売済み）シリオ・H・サンティアゴ監督、デボラ・トラネッリ、カズ・ギャラス出演
『コマンドー・インベイジョン』（1985年/未/ビデオ）（CIC/ビクターから発売予定）ジョン・ゲール（ジュン・ガラルド）監督、マイケル・ジェームズ、ゴードン・ミッチェル、渡辺ケン、テッチー・アグバヤーニ出演
『ローンウルフ/怒りの戦場』（1986年/未/ビデオ）（松竹から発売済み）テディー・ページ監督、ロバート・マリウス、ジム・ゲインズ出演
『ヘル・キャンプ』（1986年/未/ビデオ/TV放映）（RCA/コロンビアから発売済み）（クレジット無し）エリック・カースン監督、トム・スケリット出演
『上海娼館からの脱出』（1986年/未/ビデオ）（ベストロン/ポニーから発売済み）マーク・ソベル監督、ナンシー・アレン出演
『ダブル・ターゲット』（1987年/未/ビデオ）（CIC/ビクターから発売済み）ヴィンセント・ドーン（ブルーノ・マッテイ）、クラウディオ・フラガッソ（クレジット無し）共同監督、マイルズ・オキーフ、ボー・スヴェンスン、ドナルド・プレザンス出演。
『SFXリタリエーター』（1987年/未/ビデオ）（チャンネル・コミュニケーションズから発売済み）ジョン・ゲール（ジュン・ガラルド）監督、クリス・ミッチャム、リンダ・ブレア、ゴードン・ミッチェル出演
『怒りのコマンドー』（1988年/未/ビデオ）（CIC/ビクターから発売済み）（クレジット無し）ジョン・ゲール（ジュン・ガラルド）監督、レブ・ブラウン、シャノン・トゥイード出演
『ヘル・ミッション/怒りの奪還』（1988年/未/ビデオ）（CIC/ビクターから発売済み）ジョン・ライアン・グレース監督、ジョージ・ニコラス出演
『トライゴン・ファイヤー』（1989年/未/ビデオ）（東芝映像から発売済み）ジョン・ロイド（テディー・ページ）監督（テッド・ジョンスン名義で出演も）、サム・ジョーンズ出演
『ザ・ファイター/炎のラスト・マッチ』（1989年/未/ビデオ）（パック・インから発売済み）アンソニー・マハラジ監督、リチャード・ノートン、ベニー・ユキーデ出演